# Skorombeek
De Skorombeek, Zweeds: Skorombäcken, is een beek in Zweden, die door de gemeente Arjeplog stroomt, soms een tiental meter ten noorden van de grens met Västerbottens län. Het water van de Skorombeek komt van bergtoppen met een hoogte van meer dan 900 meter boven de zeespiegel. Het is niet precies aan te geven waar de Skorombeek begint, omdat het water uit verschillende kleinere beken komt. De beek is zelf ongeveer 15 kilometer lang en komt in de Dellikrivier uit.
Skorombeek → Dellikrivier → Laisälven → Vindelrivier → Ume älv → Botnische Golf